# 埃尔萨河谷巴贝里诺
埃尔萨河谷巴贝里诺（義大利語：Barberino Val d'Elsa），曾是意大利托斯卡纳大区佛罗伦萨广域市的一个市镇。总面积65.88平方公里，人口4278人，人口密度64.9人/平方公里（2009年）。ISTAT代码为048003。境內有塞米丰特遗址。
2019年1月1日，埃尔萨河谷巴贝里诺和佩萨河谷塔瓦内莱市镇合并为新的巴贝里诺-塔瓦内莱市镇。